# Ричардсон, Джош
Джошуа Майкл Ричардсон (англ. Joshua Michael Richardson; род. 15 сентября 1993, Эдмонд, Оклахома) — американский профессиональный баскетболист, ранее выступавший за команду Национальной баскетбольной ассоциации «Майами Хит». На студенческом уровне выступал за баскетбольную команду университета Теннеси.

## Профессиональная карьера

### Майами Хит (2015—2019)

#### Сезон 2015/2016
25 июня 2015 года Ричардсон был выбран под 40-м номером на драфте НБА 2015 года клубом «Майами Хит». 3 августа 2015 года Ричардсон подписал контракт с «Майами», до этого он провёл 10 матчей в Летней Лиге, в которых в среднем набирал по 11,8 очков. 5 ноября 2015 года, в 5 игре сезона, Ричардсон дебютировал в НБА в матче против «Миннесоты», проведя на площадке чуть менее 7 минут. 12 ноября 2015 года Ричардсон дебютировал в стартовой пятёрке «Хит», заменив в ней отсутствующего Дуэйна Уэйда. По ходу своего перового сезона в лиге Ричардсон несколько раз переводился и возвращался обратно из фарм-клуб «Су-Фолс Скайфорс». 11 марта 2016 года он установил личный рекорд сезона, набрав 22 очка в выигранном матче против «Чикаго Буллз». 5 апреля Ричардсон получил награду лучшего новичка месяца в Восточной конференции за март, он стал всего третьим игроком «Майами», после Кэрона Батлера (четырежды в сезоне 2002/2003) и Майкла Бизли (апрель 2009), который удостаивался подобного достижения.

#### Сезон 2016/2017

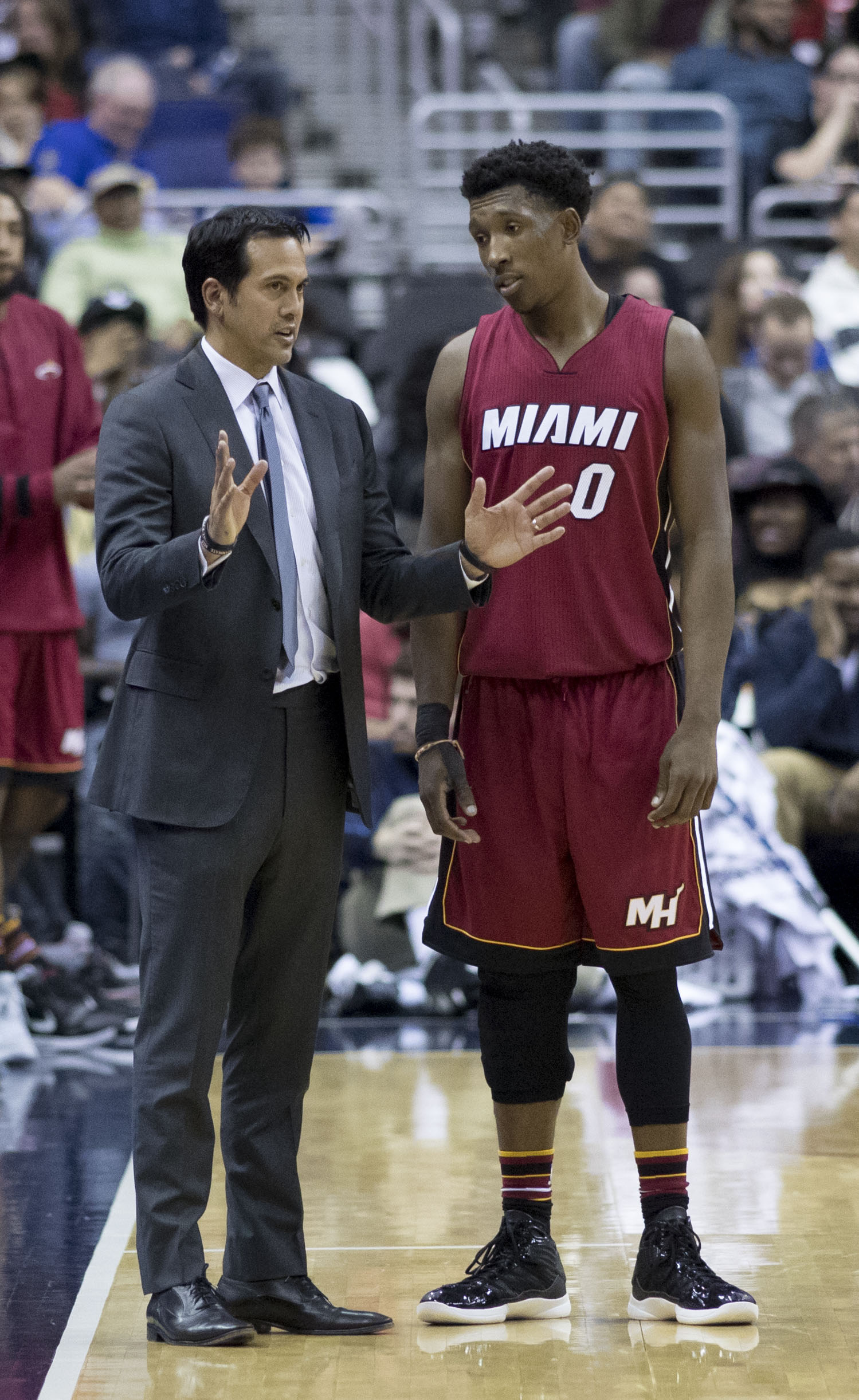
Ричардсон слушает главного тренера «Хит» Эрика Споэльстру в игре 2016 года

9 сентября 2016 года, до начала сезона, Ричардсон получил частичный разрыв медиальной коллатеральной связки в правом колене и пропустил несколько первых матчей сезона. 27 декабря 2016 года Ричардсон установил личный рекорд результативности, набрав 22 очка в проигранном матче клубу «Оклахома-Сити Тандер».

#### Сезон 2017/2018
18 сентября 2017 года Ричардсон подписал новый четырёхлетний контракт на 42 миллиона долларов с «Майами Хит». По ходу сезона он несколько раз обновлял личные рекорды результативности: 1 декабря 2017 года он набрал 27 очков, 16 декабря 2017 года записал в актив 28 очков, 7 февраля 2018 года остановился на 30-очковой отметке.

#### Сезон 2018/2019
В сезоне 2018/2019 года Ричардсон ещё три раза улучшал свой рекорд по очкам: 29 октября 2018 года (31 очко), 3 ноября 2018 года (32 очка), 10 февраля 2019 года (37 очков). Он пропустил концовку сезона из-за травм пятки и паха, а его команда, проиграв 3 из 4 последних матча не смогла пробиться в плей-офф.

### Филадельфия Севенти Сиксерс (2019—2020)
6 июля 2019 года Ричардсон был обменян в «Филадельфию Севенти Сиксерс», как часть обмена Джимми Батлера в «Майами Хит».

### Даллас маверикс (2020—2021)
18 ноября 2020 года Ричардсон вместе с драфт правами на Тайлера Бея (36-й пик) был обменян на Сета Карри.

### Бостон Селтикс (2021—2022)
31 июля 2021 года Ричардсон был приобретен «Бостон Селтикс» в обмене на центрового Мозеса Брауна. 24 августа 2021 года «Бостон Селтикс» объявили о продлении контракта с Ричардсоном. В победе над «Нью-Йорк Никс» он набрал 27 очков.

### Сан-Антонио Спёрс (2022—2023)
10 февраля 2022 года Ричардсон был обменян вместе с Ромео Лэнгфордом в «Сан-Антонио Спёрс» на Деррика Уайта.

### Нью-Орлеан Пеликанс (2023)
9 февраля 2023 года Ричардсон был обменян в «Нью-Орлеан Пеликанс» на Девонте Грэма и четыре будущих выбора второго раунда драфта.

### Возвращение в Майами (2023—2025)
2 июля 2023 года Ричардсон подписал контракт с командой «Майами Хит». 6 февраля 2025 года Ричардсон был обменян в «Юту Джаз» в рамках сделки с пятью командами, но вскоре после этого был отчислен.

## Статистика

### Статистика в НБА
| Сезон                                                                                    | Команда     | Регулярный сезон | Регулярный сезон | Регулярный сезон | Регулярный сезон | Регулярный сезон | Регулярный сезон | Регулярный сезон | Регулярный сезон | Регулярный сезон | Регулярный сезон | Регулярный сезон | Серия плей-офф | Серия плей-офф | Серия плей-офф | Серия плей-офф | Серия плей-офф | Серия плей-офф | Серия плей-офф | Серия плей-офф | Серия плей-офф | Серия плей-офф | Серия плей-офф |
| Сезон                                                                                    | Команда     | GP               | GS               | MPG              | FG%              | 3P%              | FT%              | RPG              | APG              | SPG              | BPG              | PPG              | GP             | GS             | MPG            | FG%            | 3P%            | FT%            | RPG            | APG            | SPG            | BPG            | PPG            |
| ---------------------------------------------------------------------------------------- | ----------- | ---------------- | ---------------- | ---------------- | ---------------- | ---------------- | ---------------- | ---------------- | ---------------- | ---------------- | ---------------- | ---------------- | -------------- | -------------- | -------------- | -------------- | -------------- | -------------- | -------------- | -------------- | -------------- | -------------- | -------------- |
| 2015/16                                                                                  | Майами      | 52               | 2                | 21,3             | 45,2             | 46,1             | 66,7             | 2,1              | 1,4              | 0,7              | 0,5              | 6,6              | 14             | 0              | 27,6           | 37,1           | 37,0           | 71,4           | 3,6            | 1,6            | 0,4            | 0,9            | 6,6            |
| 2016/17                                                                                  | Майами      | 53               | 34               | 30,5             | 39,4             | 33,0             | 77,9             | 3,2              | 2,6              | 1,1              | 0,7              | 10,2             | Не участвовал  | Не участвовал  | Не участвовал  | Не участвовал  | Не участвовал  | Не участвовал  | Не участвовал  | Не участвовал  | Не участвовал  | Не участвовал  | Не участвовал  |
| 2017/18                                                                                  | Майами      | 81               | 81               | 33,2             | 45,1             | 37,8             | 84,5             | 3,5              | 2,9              | 1,5              | 0,9              | 12,9             | 5              | 5              | 25,9           | 37,5           | 31,6           | 85,7           | 3,0            | 2,8            | 2,2            | 1,0            | 8,4            |
| 2018/19                                                                                  | Майами      | 73               | 73               | 34,8             | 41,2             | 35,7             | 86,1             | 3,6              | 4,1              | 1,1              | 0,5              | 16,6             | Не участвовал  | Не участвовал  | Не участвовал  | Не участвовал  | Не участвовал  | Не участвовал  | Не участвовал  | Не участвовал  | Не участвовал  | Не участвовал  | Не участвовал  |
| 2019/20                                                                                  | Филадельфия | 55               | 53               | 30,8             | 43,0             | 34,1             | 80,9             | 3,2              | 2,9              | 0,9              | 0,7              | 13,7             | 4              | 4              | 36,1           | 35,7           | 35,7           | 94,4           | 3,8            | 3,3            | 0,5            | 0,5            | 16,8           |
| 2020/21                                                                                  | Даллас      | 59               | 56               | 30,3             | 42,7             | 33,0             | 91,7             | 3,3              | 2,6              | 1,0              | 0,4              | 12,1             | 7              | 0              | 13,4           | 39,3           | 30,0           | 100,0          | 1,6            | 0,7            | 0,3            | 0,0            | 4,9            |
| 2021/22                                                                                  | Бостон      | 44               | 0                | 24,7             | 44,3             | 39,7             | 85,9             | 2,8              | 1,5              | 0,8              | 0,5              | 9,7              | Не участвовал  | Не участвовал  | Не участвовал  | Не участвовал  | Не участвовал  | Не участвовал  | Не участвовал  | Не участвовал  | Не участвовал  | Не участвовал  | Не участвовал  |
| 2021/22                                                                                  | Сан-Антонио | 21               | 7                | 24,4             | 42,9             | 44,4             | 94,6             | 2,9              | 2,3              | 1,0              | 0,3              | 11,4             | Не участвовал  | Не участвовал  | Не участвовал  | Не участвовал  | Не участвовал  | Не участвовал  | Не участвовал  | Не участвовал  | Не участвовал  | Не участвовал  | Не участвовал  |
| 2022/23                                                                                  | Сан-Антонио | 42               | 6                | 23,8             | 43,6             | 35,7             | 88,3             | 2,8              | 3,3              | 1,0              | 0,3              | 11,5             | Не участвовал  | Не участвовал  | Не участвовал  | Не участвовал  | Не участвовал  | Не участвовал  | Не участвовал  | Не участвовал  | Не участвовал  | Не участвовал  | Не участвовал  |
| 2022/23                                                                                  | Нью-Орлеан  | 23               | 4                | 23,2             | 41,9             | 38,4             | 76,2             | 2,4              | 1,6              | 1,3              | 0,4              | 7,5              | Не участвовал  | Не участвовал  | Не участвовал  | Не участвовал  | Не участвовал  | Не участвовал  | Не участвовал  | Не участвовал  | Не участвовал  | Не участвовал  | Не участвовал  |
| 2023/24                                                                                  | Майами      | 43               | 6                | 25,6             | 44,4             | 34,7             | 94,4             | 2,8              | 2,4              | 0,6              | 0,3              | 9,9              | Не участвовал  | Не участвовал  | Не участвовал  | Не участвовал  | Не участвовал  | Не участвовал  | Не участвовал  | Не участвовал  | Не участвовал  | Не участвовал  | Не участвовал  |
|                                                                                          | Всего       | 546              | 322              | 28,7             | 42,9             | 36,4             | 84,6             | 3,1              | 2,7              | 1,0              | 0,5              | 11,6             | 30             | 9              | 25,2           | 37,1           | 35,0           | 87,5           | 3,0            | 1,8            | 0,7            | 0,7            | 7,9            |
| Наведите курсор мыши на аббревиатуры в заголовке таблицы, чтобы прочесть их расшифровку. |             |                  |                  |                  |                  |                  |                  |                  |                  |                  |                  |                  |                |                |                |                |                |                |                |                |                |                |                |

### Статистика в Джи-Лиге
| Сезон                                                                                    | Команда          | Регулярный сезон | Регулярный сезон | Регулярный сезон | Регулярный сезон | Регулярный сезон | Регулярный сезон | Регулярный сезон | Регулярный сезон | Регулярный сезон | Регулярный сезон | Регулярный сезон | Серия плей-офф | Серия плей-офф | Серия плей-офф | Серия плей-офф | Серия плей-офф | Серия плей-офф | Серия плей-офф | Серия плей-офф | Серия плей-офф | Серия плей-офф | Серия плей-офф |
| Сезон                                                                                    | Команда          | GP               | GS               | MPG              | FG%              | 3P%              | FT%              | RPG              | APG              | SPG              | BPG              | PPG              | GP             | GS             | MPG            | FG%            | 3P%            | FT%            | RPG            | APG            | SPG            | BPG            | PPG            |
| ---------------------------------------------------------------------------------------- | ---------------- | ---------------- | ---------------- | ---------------- | ---------------- | ---------------- | ---------------- | ---------------- | ---------------- | ---------------- | ---------------- | ---------------- | -------------- | -------------- | -------------- | -------------- | -------------- | -------------- | -------------- | -------------- | -------------- | -------------- | -------------- |
| 2015/16                                                                                  | Су-Фолс Скайфорс | 4                | 4                | 38,2             | 47,3             | 39,3             | 70,6             | 4,5              | 3,8              | 2,5              | 1,3              | 23,3             | Не участвовал  | Не участвовал  | Не участвовал  | Не участвовал  | Не участвовал  | Не участвовал  | Не участвовал  | Не участвовал  | Не участвовал  | Не участвовал  | Не участвовал  |
|                                                                                          | Всего            | 4                | 4                | 38,2             | 47,3             | 39,3             | 70,6             | 4,5              | 3,8              | 2,5              | 1,3              | 23,3             | Не участвовал  | Не участвовал  | Не участвовал  | Не участвовал  | Не участвовал  | Не участвовал  | Не участвовал  | Не участвовал  | Не участвовал  | Не участвовал  | Не участвовал  |
| Наведите курсор мыши на аббревиатуры в заголовке таблицы, чтобы прочесть их расшифровку. |                  |                  |                  |                  |                  |                  |                  |                  |                  |                  |                  |                  |                |                |                |                |                |                |                |                |                |                |                |

### Статистика в NCAA
| Сезон | Команда  | Conf  | Class | GP  | GS  | MPG  | FG%  | 3P%  | FT%  | RPG | APG | SPG | BPG | PPG  |
| --- | -------- | ----- | ----- | --- | --- | ---- | ---- | ---- | ---- | --- | --- | --- | --- | ---- |
| 2011/12 | Теннесси | SEC   | FR    | 34  | 9   | 16,0 | 35,3 | 23,7 | 64,0 | 1,4 | 0,7 | 0,5 | 0,6 | 2,9  |
| 2012/13 | Теннесси | SEC   | SO    | 33  | 33  | 30,7 | 46,9 | 21,4 | 69,2 | 4,3 | 1,5 | 1,1 | 0,7 | 7,9  |
| 2013/14 | Теннесси | SEC   | JR    | 37  | 36  | 30,4 | 47,4 | 34,0 | 79,3 | 2,9 | 1,5 | 0,7 | 0,8 | 10,3 |
| 2014/15 | Теннесси | SEC   | SR    | 32  | 32  | 36,3 | 46,1 | 35,9 | 79,8 | 4,5 | 3,6 | 2,1 | 0,5 | 16,0 |
| Всего | Всего    | Всего | Всего | 136 | 110 | 28,3 | 45,6 | 31,8 | 75,8 | 3,2 | 1,8 | 1,1 | 0,6 | 9,2  |
| Наведите курсор мыши на аббревиатуры в заголовке таблицы, чтобы прочесть их расшифровку Статистика приведена с сайта sports-reference.com |          |       |       |     |     |      |      |      |      |     |     |     |     |      |